# Tomás Argemiro Ferreira Chaves
Tomás Argemiro Ferreira Chaves (Recife, 28 de julho de 1851 — Desterro, 23 de novembro de 1885) foi um advogado, jornalista e político brasileiro.
Bacharel em direito pela Faculdade de Direito do Recife. 
Estabelecido como advogado em Laguna, em 1876. Fundou o jornal "A Verdade" em Laguna, em 1879.
Foi deputado à Assembleia Legislativa Provincial de Santa Catarina na 24ª legislatura (1882 — 1883) e na 25ª legislatura (1884 — 1885).